# Hobol
Hobol (horvátul: Obol) község Baranya vármegyében, a Szigetvári járásban.

## Elnevezései
A település horvát neve a szigetváriak által használt Obol, de a szentborbásiak Oboljnak, felsőszentmártoniak Obojnak, a révfalusiak Vobolnak nevezték a falut.

## Fekvése
Hobol Dél-Dunántúl délkeleti térségében, Baranya vármegye nyugati részén fekszik, Szigetvártól mintegy 2 kilométerre délre, a zselici dombság folytatásaként kialakult, a Dráva völgye felé átmenetet képező sík területen.

### Megközelítése
A község legfontosabb közúti megközelítési útvonala a Szigetvárt Sellye térségével (Drávafokkal) összekötő 5808-as út, ezen érhető el mindhárom említett település irányából. A megyeszékhely, Pécs felől Szigetváron át közelíthető meg a legegyszerűbben. 

## Története
Hobol és környéke már az újkőkorszakban lakott hely volt. A lengyeli kultúra népe élt itt.
Ismereteink szerint első okleveles említése 1238-ban történik, miszerint a „Tapson-i” család akkori tagja (Morthunus (Márton?) és fiai) Almás patak menti birtokaikat Hobolon védik a vátyi várjobbágyokkal szemben.
1330. február 23-án Nagymartoni Pál országbíró Bekének – Márton dédunokájának – ítélte többek között Hobol birtokot is.
1354 áprilisában Beke fiai emeltek panaszt a Pataiak ellen, ez utóbbiak Hobol birtokon elkövetett hatalmaskodása miatt, melyet a pécsi káptalan igazolt.
1372. január 24-én a család akkori tagjai – köztük Antimus – Opelni László nádor előtt biztosították a királyi birtokvisszavétel ellen többek között Hobol nevű birtokukat az 1238-as és az 1330-as oklevelek bemutatásával. Antimus (1344-1391) dédunokája, Ilona lett az enyingi Török Ambrus házastársa, akiknek Imre nevű fiuk gyermeke volt az országos hírű Török Bálint.
1413 szeptemberében Szigeti Antimus fia: János (a maga és fia, Miklós nevében) családon belüli cseremegállapodással Belső-Hobol és Külső-Hobol területén lévő birtokrészeket szerezte meg.
1449. február 5-én Antimus két unokája, Miklós és János, a köztük lévő viszály lezárásaként birtokmegosztással két uradalomra osztotta fel a birtokegyüttest. Jánosé lett többek között Kethobol (Belső és Külső Hobol) minden tartozékukkal. Ennek a Jánosnak a lánya, a már hivatkozott Ilona, enyingi Török Ambrus felesége.
1473–74 során többszöri megállapodások útján jutott az akkor már a család rokonának számító Török Ambrus Szigetvár és tartozékai – köztük mindkét Hobol – birtokába. Török Bálint 1541-ben történő fogságba vetése után neje a gyermekek gyámja segítségével megegyezett az uralkodóval (Ferdinánddal) várainak átadásáról. Ennek értelmében 1543-ban elhagyta Szigetet. Hogy ez mennyiben érintette Hobol birtoklását, arra a további kutatásnak kell fényt derítenie, úgyszintén további birtokosainak kilétére is.
1830 körül a falutól délre eső területeket német telepesek népesítették be, ekkor jött létre Kishobol. Lakói zsellérek, téglaégetők voltak.
Az 1950-es megyerendezéssel a korábban a Somogy megyéhez tartozó települést a Szigetvári járás részeként Baranyához csatolták.

### A község ma
A település infrastrukturális ellátottsága a megye településeihez viszonyítva jónak mondható. Így az utak, telefonhálózat kiépítése, az internet-hozzáférés, kábeltelevízió-rendszer, az ivóvízellátás megoldott községünkben. Helyben van az orvosi rendelő, teleház stb. Az Iskola társulásos formában az óvoda részben önálló intézményként működik.
A település biztonságára körzeti megbízott vigyáz.
A falu területi megosztása: 118 ha belterület és 1709 ha külterület. A településen jelenleg 322 épület található.

## Közélete

### Polgármesterei
- 1992–1994: Vas László
- 1994–1998: Joós Tibor (független)[5]
- 1998–2002: Joós Tibor (független)[6]
- 2002–2006: Joós Tibor (független)[7]
- 2006–2010: Joós Tibor (független)[8]
- 2010–2014: Joós Tibor (független)[9]
- 2014–2019: Nagy Balázs (független)[10]
- 2019–2024: Nagy Balázs (független)[11]
- 2024– : Nagy Balázs (független)[1]

## Népesség
A település népességének változása:
| Lakosok száma | 1000 | 994  | 992  | 923  | 916  | 930  | 898  | 882  |
|               | 2013 | 2014 | 2015 | 2019 | 2021 | 2022 | 2023 | 2024 |

A 2011-es népszámlálás során a lakosok 84,4%-a magyarnak, 3% cigánynak, 0,9% horvátnak, 0,8% németnek mondta magát (15,6% nem nyilatkozott; a kettős identitások miatt a végösszeg nagyobb lehet 100%-nál). A vallási megoszlás a következő volt: római katolikus 48,5%, református 8%, görögkatolikus 0,3%, felekezeten kívüli 21,3% (21,8% nem nyilatkozott).
2022-ben a lakosság 94,4%-a vallotta magát magyarnak, 6,6% cigánynak, 1% németnek, 0,5% horvátnak, 0,1-0,1% románnak, ruszinnak és lengyelnek, 1,6% egyéb, nem hazai nemzetiségűnek (5,5% nem nyilatkozott; a kettős identitások miatt a végösszeg nagyobb lehet 100%-nál). Vallásuk szerint 31,3% volt római katolikus, 8% református, 0,8% görög katolikus, 0,6% egyéb keresztény, 6,1% egyéb katolikus, 17,6% felekezeten kívüli (35,8% nem válaszolt).

## Nevezetességei
- Református temploma